# Anwar Fatkullin
Anwar Asadułłowicz Fatkullin (ros. Анвар Асадуллович Фаткуллин, tat. Әнвәр Фәтхуллин, ur. 5 sierpnia 1922 we wsi Staryj Buzdiak obecnie w rejonie buzdiackim w Baszkirii, zm. 21 grudnia 1986 w Łucku) – radziecki lotnik wojskowy, pułkownik, Bohater Związku Radzieckiego (1945).

## Życiorys
Urodził się w tatarskiej rodzinie chłopskiej. Skończył 9 klas szkoły i aeroklub, w 1941 został powołany do Armii Czerwonej, w 1942 ukończył wojskową lotniczą szkołę pilotów w Swierdłowsku (obecnie Jekaterynburg) i w październiku 1942 został skierowany na front wojny z Niemcami. Jako zastępca dowódcy eskadry 140 gwardyjskiego pułku lotnictwa szturmowego 8 Gwardyjskiej Dywizji Lotnictwa Szturmowego 1 Gwardyjskiego Korpusu Lotnictwa Szturmowego 2 Armii Powietrznej 1 Frontu Ukraińskiego w stopniu starszego porucznika do stycznia 1945 wykonał 148 lotów bojowych w celach zwiadowczych i w celu atakowania lotnisk, magazynów i skupisk siły żywej i techniki wroga. 13 stycznia 1945 w grupie czterech samolotów Ił-2 podczas przełamywania linii obrony wroga w rejonie wsi Tokarnia k. Kielc ostrzelał 30 wagonów kolejowych i później na stacji Chęciny zniszczył pociąg oraz trzy zniszczył lub uszkodził samochody z żołnierzami i zaopatrzeniem. Brał udział w grupie w 23 walkach powietrznych, w których strącił 8 samolotów wroga. Po wojnie kontynuował służbę w lotnictwie, w 1950 ukończył wyższe kursy oficerskie, a w 1956 kursy dowódców pułków lotniczych. Dosłużył się stopnia pułkownika. W 1973 zakończył służbę.

## Odznaczenia
- Złota Gwiazda Bohatera Związku Radzieckiego (10 kwietnia 1945)
- Order Lenina
- Order Czerwonego Sztandaru (dwukrotnie)
- Order Aleksandra Newskiego
- Order Wojny Ojczyźnianej I klasy (dwukrotnie)
- Order Wojny Ojczyźnianej II klasy
- Order Czerwonej Gwiazdy (dwukrotnie)

I medale.